# Def Tech (アルバム)
『Def Tech』（デフテック）は、Def Techのデビューミニ・アルバム。

## 解説
全8曲収録のミニ・アルバム。大ヒットを記録し、同年の音楽関連の賞を多数受賞した。
しかし、本作の初動売上はオリコン集計で僅か928枚と全く話題になっていなかった。後に収録曲「My Way」のコマーシャルタイアップやラジオ局の強力プッシュにより市民権を得たが、実際はほぼ口コミでの評判やロングヒットによる注目で売り上げを積み重ねたものが大きい。
収録曲のうち3曲は本人達の意向により歌詞カードに歌詞が掲載されていない。掲載されていない歌詞はオフィシャルサイトで公開されており、非常に珍しいマーケティングの手法がされている。
本作は2001年の段階で出来上がっていたというが、当時の事務所の社長の判断もあり、発売が見送られていたという。

## 記録
驚異的なジャンプアップで売り上げを伸ばし、登場6週目のオリコンアルバムチャートでトップ10入りを果たした。その後も順位を上げていき、2005年3月28日付のオリコンアルバムチャートでは史上初となる200位以下初登場の邦楽アルバムによるTOP3入りを果たした。発売から約2ヵ月半後の4月上旬にオリコンアルバムチャートで1位を獲得。インディーズ・アーティストによる首位獲得は、MONGOL800、HY、ロードオブメジャーに続き4組目で、1stアルバムでの首位獲得はロードオブメジャーに次ぐ2組目の快挙となった。また、首位獲得までに要した週数は10週であり、これは1stアルバム史上最長となった。また、この翌週も前週の上回る週間売上で首位を記録したことで、HYの『Street Story』以来2組目となるインディーズ・アーティストによる2週連続首位獲得となった。
2005年5月16日付のオリコンアルバムチャートでは5週ぶりに再び首位に返り咲きした。4週以上の間隔を空けてのアルバム首位返り咲きはt.A.T.u.の『t.A.T.u.』以来、1年11ヵ月ぶりで、邦楽アーティストとしてはMr.Childrenの『Atomic Heart』以来、10年4ヵ月の快挙となった。更にその後同年5月30日付のチャートでも返り咲きした。
インディーズグループとしてはMONGOL800の『MESSAGE』に次ぐ史上2作目のミリオンセラーを達成。最終的に200万枚近く売り上げ、現時点でグループ最大のヒット作となっている。

## 収録曲
タイトルの後ろに※が付いているものは、意向により歌詞が掲載されていないもの。
1. Pacific Island Music ※
RIZEのJESSEの紹介で初めて出会ったShenとMicroが、その日のうちに居酒屋で即興で作曲した。その場にはAIも同席していたという。
なお、そのまま意気投合した2人はこの日から2日後に「My Way」を作曲する。
2. High on Life
3. Future Child
4. My Way
ヨコハマタイヤのCMソング[10][11]。
ヨコハマタイヤのCMから徐々にクチコミで人気が広がり、Def Techヒットの火付けにもなった。通信カラオケチャートでも長期間上位をキープしていた。
ドラマ『ブラザー☆ビート』のイメージソング。(「Catch The Wave」収録の「Broken Hearts」が主題歌。)
ShenとMicroが出会ってから3日目に完成した曲。当時、大学生であったMicroには、"これからみんなとサヨナラしていくし、いつまでもそばにいられないけど、自分の信じた道を突き進んでいこうな"といった卒業式に贈る歌としての想いがあったという。
2005年の年末には、インディーズアーティストとしては初めてNHK紅白歌合戦に出場することが決まり、同曲を披露した。
沖縄の民謡「てぃんさぐぬ花」をベースにして作曲されており、曲のイントロ部分でMicroが「てぃんさぐぬ花」を歌うバージョンも存在する。この「My Way (てぃんさぐぬ花 Ver.)」は、当初は沖縄県内で開催されるライブ限定で歌われていたが、一度解散した後の2010年の再結成後は、ライブでは県は関係なく常にこのバージョンを歌うようになった。
5. Quality Of Life
コーラスでBENNIE KのYUKIが参加。
6. Jah Live ※
7. Consolidation Song ※
8. Emergency ※
9. Guidance. Micro's House@attic studio(Inst.)

## 演奏
- 石川剛 (T$UYO$HI (Pay money To my Pain))：Electric Bass (#1.4.8)
- YUKI (BENNIE K)：Chorus (#5)
- 竹中尚人 (Char)：Electric Guitar & Piano (#8)
- DJ Mass：Drum Programming (#8)
- 竹中空人 (JESSE (RIZE, The BONEZ))：Acoustic Guitar (#3)
- 下山亮平：Acoustic Guitar (#4)
- Peter Kanai：Acoustic Guitar (#7)